# Gare de Biggar
Pour les articles homonymes, voir Biggar.
La  gare de Biggar dans la ville de Biggar en Saskatchewan est desservie par Via Rail Canada. C'est une gare patrimoniale, sans personnel. Il y a 3 trains par semaine, dans chaque direction.

## Histoire

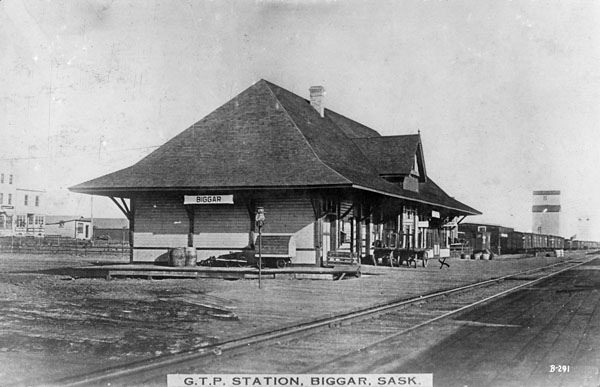
La gare, entre 1907-1937